# Meet the People
Pour plus de détails, voir Fiche technique et Distribution.
Meet the People est un film américain réalisé par Charles Reisner, sorti en 1944.

## Fiche technique
- Titre : Meet the People
- Réalisation : Charles Reisner
- Scénario : Sig Herzig et Fred Saidy
- Direction artistique : Cedric Gibbons
- Photographie : Robert Surtees
- Montage : Alex Troffey
- Musique : Lennie Hayton
- Société de production : Metro-Goldwyn-Mayer
- Pays d'origine : États-Unis
- Format : Noir et blanc - 1,37:1
- Genre : comédie et film musical
- Durée : 100 minutes
- Date de sortie : 1944

## Distribution
- Lucille Ball : Julie Hampton
- Dick Powell : William 'Swanee' Swanson
- Virginia O'Brien : 'Woodpecker' Peg
- Bert Lahr : le Commandant
- Rags Ragland : Mr Smith
- June Allyson : Annie
- Steven Geray : Oncle Felix
- Howard Freeman : Mr George Peetwick
- John Craven : John Swanson
- Morris Ankrum : Monte Rowland